# کسکلین، تالین
کسکلین، تالین (به لاتین: Kesklinn, Tallinn) یکی از ناحیه‌های شهر تالین است.

## خصوصیات
کسکلین ۳۰٫۶ کیلومترمربع مساحت و ۵۷٬۷۳۱ نفر جمعیت دارد.